# ناحیه گرین لیف، میشیگان
ناحیه گرین لیف (به انگلیسی: Greenleaf Township) یک منطقهٔ مسکونی در ایالات متحده آمریکا است که در شهرستان سانیلاک واقع شده‌است.
 ناحیه گرین لیف ۹۳٫۰ کیلومتر مربع مساحت و ۸۰۴ نفر جمعیت دارد و ۲۲۵ متر بالاتر از سطح دریا واقع شده‌است.